# Элбакян, Армен Эдгарович
Армен Эдгарович Элбакян (арм. Արմեն Էլբակյան; род. 11 февраля 1954, Ереван) — армянский театральный актёр, режиссёр, драматург. Народный артист Республики Армения (2017).

## Биография
Родился 11 февраля 1954 года в городе Ереване Республики Армения.
В 1974 г. окончил актёрский факультет Ереванского Театрального Института. В 1981 г. окончил режиссёрский факультет Ереванского Театрального Института.
В 1975—1982 годах — актёр Государственного Академического Театра им. Г. Сундукяна. В 1982—1988 годах — режиссёр-постановщик Государственного Академического Театра им. Г. Сундукяна.
1988—1994 годах — художественный руководитель Ереванского Государственного Театра Музыкальной Комедии им. А. Пароняна.
В 1989—2012 годах — Ереванского Театрального Института.
1994 г. — Основатель Театра Комедии и Драмы им. Эдгара Элбакяна.
С 2000 г. — Художественный руководитель — директор Ереванского Государственного Театра Марионеток.
С 2012 г. — Заведующий кафедрой режиссуры Армянского государственного педагогического университета им. Х. Абовяна
А. Элбакян является также автором ряда пьес.
Член Союза Театральных Деятелей РА. Профессор.

## Театральные работы

### Режиссёр
- Пристли, Джон Бойнтон «Скандальное происшествие с мистером Кеттел и миссис Мун»[1]
- Грант Матевосян «Хозяин»[2]
- Франц Верфель «Сорок дней Муса-Дага»[3]
- Бертольт Брехт «Карьера Артуро Уи, которой могло не быть»
- Фридрих Дюрренматт «Физики», «Играем Стриндберг»
- Сервантес «Человек из Ла Манчи»
- Эдвард Олби «Что случилось в зоопарке»
- Юджин О’Нил «Любовь под вязами»
- Теннесси Уильямс «Стеклянный зверинец», «Неожиданно прошлым летом»
- Э. Де Филиппо «Рождество в доме Купьелло»
- Евгений Шварц «Дракон»
- А. Касона «Деревья умирают стоя»
- Эрнест Хемингуэй «Белые слоны»
- Мольер «Скупой», «Жорж Данден, или Одураченный муж»
- Уильям Шекспир «Макбет»
- Л. Росеба «Премьера»
- М. Фермо «Ох уж эти двери»
- Антон Чехов «Предложение»
- Людмила Разумовская «Дорогая Елена Сергеевна», «Сад без земли»
- Борис Васильев «А зори здесь тихие»
- Авксентий Цагарели «Ханума»
- Уильям Сароян «Пещерные люди», «Потанцуешь со мной?», «Вы входите в мир», «Играем Сароян»
- Габриел Сундукян «Разоренный очаг»
- Акоп Паронян «Восточный дантист», «Благочестивые попрошайки», «Братишка Багдасар»
- Анна и Армен Элбакяны «Запоздалая птица»
- Эдгар Элбакян младший «И миг умолк…»
- Ованес Туманян «Храбрый Назар», «Царь Чах-чах», «Глупец»
- Атабек Хнкоян «Собрание мышей»

И др.

### Актёр
- Джордж «Скандальное происшествие с мистером Кеттел и миссис Мун» Пристли, Джон Бойнтон[4]
- Ростом — «Хозяин» Г. Матевосян
- Джо — «Потанцуешь со мной?» по мотивам пьес и рассказов У. Сарояна
- Курт — «Играем Стриндберг» Ф. Дюрренматт
- Чацкий — «Горе от ума» Грибоедов
- Мужчина — «Запоздалая птица» Анна и Армен Элбакяны
- Джерри — «Двое в зоопарке» Э. Олби
- Жорж — «Тайна замка Энтауз» А. Кристи
- Гарсен — «За закрытыми дверями» П. Сартр
- Мебиус — «Физики» Ф. Дюрренматт
- Жорж — «Такси» Ж. Ренар
- Меркуцио — «Ромео и Джульетта» У. Шекспир
- Шут — «Король Джон» У. Шекспир
- Антонио — «Цилиндр» Э. де Филиппо
- Франсуа — «Ах эти двери» М. Фермо
- Сержант Протер — «Мышеловка» А. Кристи
- Евдокимов — «104 страницы про любовь» Э. Радзинский
- Никита — «Жестокие игры» А. Арбузов
- Саша — «Наташа» А. Арбузов
- Дадли Боствик — «Время твоей жизни (Путь вашей жизни)» У. Сароян
- Симон — «Страна Наири» Е. Чаренц
- Сумасшедший Мози, Осеп — «Разоренный очаг» Г. Сундукян
- И прочее — «Новый деогинез» Г. Сундукян
- Нико — «Восточный дантист» А. Паронян
- Сакко — «Храбрый Назар» Д. Демирчян
- А. Зарабян — «Ацаван» Н. Зарян

И др.

## Фильмография
Художественные фильмы /Армения/:
- 1987 — Фокусник — фокусник
- 2005 — Путь — врач
- 2007 — Жрица — профессор

## Награды
- 2017 — Народный артист Республики Армения[5]
- 2012 — медаль «Григор Нарекаци»
- 2010 — присвоено звание Профессора
- 2010 — премия фестиваля им. А. Айвазяна в номинации «Лучший актер», «Американский аджабсандал»
- 2008 — премия СТД РА «Артавазд» — лучший актёр года
- 2008 — первая премия международного театрального офестиваля «ARCUSFEST» Венгрия — лучшая муржская роль
- 2006 — премия СТД РА «Артавазд» — лучший спектакль года «Человек из Ла Манчи» М. Сервантес
- 2004 — первая премия 12го международного театрального фестиваля Дамаск, Сирия
- 2003 — Заслуженный деятель искусств Республики Армения
- 2002 — премия СТД РА «Артавазд» — лучший спектакль года «Разоренный очаг» Г. Сундукян
- 1993 — премия им. Евгения Вахтангова за лучшие работы — «Дорогая Елена Сергеевна», "Сад без земли"Л. Разумовская
- 1989 — специальный приз премии Б. Брехта, спектакль Карьера Артуро Уи
- 1988 — лауреат Всесоюзного фестиваля, спектакль «Дорогая Елена Сергеевна»